# ميتسواكي هوشينو
ميتسواكي هوشينو (باليابانية: 星野 充昭) مواليد 19 فبراير 1959 في شيزوكا، اليابان، هو مؤدي أصوات ياباني.

## أدواره في الأنمي

### مسلسلات أنمي تلفزيونية
- دي جرايمان
- هيكارو نو غو
- الخادم الأسود
- ون بيس - روبين
- روروني كنشين
- كاميتشو! - كينكيتشي هيتوتسوباشي

### دبلجة
- الضاحكون
- تايني تون
- فريندز
- السبعة الرائعون
- الدرع
- مالكوم في الوسط

## وصلات خارجية
- ميتسواكي هوشينو على موقع IMDb (الإنجليزية)
- ميتسواكي هوشينو على موقع قاعدة بيانات الفيلم (الإنجليزية)
- ميتسواكي هوشينو على موقع ANN person (الإنجليزية)
- ميتسواكي هوشينو  في شبكة أخبار الأنمي